# Ressons-le-Long
Ressons-le-Long – miejscowość i gmina we Francji, w regionie Hauts-de-France, w departamencie Aisne.
Według danych na styczeń 2014 roku gminę zamieszkiwało 786 osób, a gęstość zaludnienia wynosiła 74,1 osób/km².